# Pomerski školjić
Pomerski Školjić je nenaseljeni otočić u Medulinskom otočju, koje se nalazi u Medulinskom zaljevu, na jugu Istre.
Površina otoka je 14.407 m2, duljina obalne crte 442 m, a visina 8 metara.